# Francis Linel
 (août 2022).
Si vous disposez d'ouvrages ou d'articles de référence ou si vous connaissez des sites web de qualité traitant du thème abordé ici, merci de compléter l'article en donnant les références utiles à sa vérifiabilité et en les liant à la section « Notes et références ».
Œuvres principales
La Seine (1948)
Il faut marier maman (1950)
La Belle Arabelle (1956)
Francis Linel est un acteur, chanteur, danseur et meneur de revues français né le 26 février 1928 à Marseille (Bouches-du-Rhône) et mort le 16 août 2022 à Nonza (Haute-Corse).

## Biographie
De son vrai nom François Giannelli, il fait ses débuts sur la scène de l'Alcazar de Marseille en 1943, à l'âge de quinze ans. En 1948, Jean Nohain l’engage au théâtre de l'Européen, à Paris, dans l’opérette Plume au vent. L'année suivante, il joue dans Le Carnaval de juillet, nouvelle opérette de Jean Nohain au théâtre Sarah-Bernhardt.
En 1950, il remporte le Grand prix de la chanson française de Deauville, avec Le Consul de Curitiba. La même année, il est au théâtre de Paris dans Il faut marier maman de Guy Lafarge, avec Denise Grey pour partenaire, avant de partir se produire plusieurs semaines au Blue Angel à New York. Son expérience américaine lui vaut de décrocher le rôle de meneur de la revue du cabaret le Lido de Paris, deux années durant.
En 1953, il apparaît au cinéma dans Le Boulanger de Valorgue d'Henri Verneuil aux côtés de Fernandel.
Dès 1955, il enregistre de nombreux disques, dont certains sont accueillis avec succès et lui valent de chanter à plusieurs reprises à l’Olympia (Les millions d’Arlequin, J’ai acheté une petite auto, Le Consul de Curitiba, Le Cha cha cha). Un Scopitone est réalisé par Claude Lelouch en 1958.
En 1960, il joue dans la Trilogie de Vincent Scotto (Un de la Canebière, Au pays du soleil et Trois de la marine), puis en 1962 dans Quatre jours à Paris de et avec  Francis Lopez, opérette qui se produira en tournée dans toute la France. En 1965, il est à l'Opéra de Toulon pour Ta bouche de Maurice Yvain, Albert Willemetz et Yves Mirande. En 1967, il joue aux côtés d'Annie Cordy dans la comédie musicale Pique et Pioche de Raymond Vincy, Jean-Michel Defaye et Darry Cowl.
En 1973, il tient un rôle de premier plan dans Les Hommes, film de Daniel Vigne.
Dans les années 1970-1980, il collabore à nouveau avec Francis Lopez dans Le Vagabond tzigane (théâtre de la Renaissance), L'Amour à Tahiti et Les Mille et Une Nuits (Élysée-Montmartre), Aventure à Tahiti et Rêves de Vienne (Eldorado).
Retiré de la scène, il meurt le 16 août 2022 à Nonza (Haute-Corse) à l'âge de 94 ans. Il est inhumé au cimetière Saint-Pierre de Marseille.

## Théâtre
- 1948 : Hier contre aujourd’hui, opérette de Robert Beauvais, Michel Vaucaire et Paul Durand, théâtre des Célestins
- 1948 : Plume au vent, opérette de Jean Nohain, théâtre de l'Européen
- 1949 : Le Carnaval de juillet, opérette de Jean Nohain et Claude Pingault, théâtre Sarah-Bernhardt : Pipeau
- 1950 : Il faut marier maman, comédie musicale de Guy Lafarge et Marc-Cab, théâtre de Paris : Jimmy
- 1960 : Un de la Canebière, Au pays du soleil et Trois de la marine, opérettes « marseillaises » d'Henri Alibert, René Sarvil et Vincent Scotto
- 1962 : Quatre jours à Paris, opérette de Francis Lopez, Raymond Vincy et Albert Willemetz
- 1965 : Ta bouche, opérette de Maurice Yvain, Albert Willemetz et Yves Mirande, Opéra de Toulon
- 1967 : Pique et Pioche, comédie musicale de Raymond Vincy, Jean-Michel Defaye et Darry Cowl, théâtre des Nouveautés : Frédéric
- 1971 : Louisiane, mes amours, opérette d'Henri Bourtayre, Jacques Plante, Jacques Météhen et Jean Valmy, théâtre du Châtelet
- 1972 : Il était une fois l'opérette de Jean Poiret, théâtre du Palais-Royal
- 1983 : L'Amour à Tahiti, opérette de Francis Lopez, Claude Dufresne, Daniel Ringold et Rodrigo Lopez, Élysée-Montmartre
- 1981 : Dédé, opérette  d'Henri Christiné et Albert Willemetz, théâtre de la Renaissance : Robert
- 1982 : Le Vagabond tzigane, opérette de Francis Lopez, Claude Dufresne et Daniel Ringold, théâtre de la Renaissance : Robert
- 1984 : Les Mille et Une Nuits, opérette de Francis Lopez, Claude Dufresne, Daniel Ringold et Rodrigo Lopez, Élysée-Montmartre
- 1988 : Aventure à Tahiti, opérette de Francis Lopez, Claude Dufresne et Daniel Ringold, Eldorado
- 1988 : Rêves de Vienne, opérette de Francis Lopez, Claude Dufresne et Daniel Ringold, Eldorado

## Filmographie

### Cinéma
- 1952 : Jouons le jeu d'André Gillois : le chanteur
- 1953 : Le Boulanger de Valorgue d'Henri Verneuil : Justin Hébrard
- 1973 : Les Hommes de Daniel Vigne : Francis Marchetti

### Télévision

#### Téléfilm
- 1962 : En passant par Paris : le chapelier
- 1963 : Un coup dans l'aile : Francis
- 1982 : Dédé : Robert

#### Séries télévisées
- 1957 : Airs de France : Jean-Paul

## Discographie
- 1950 : Le Consul de Curitiba (Columbia Pathé-Marconi) - Grand prix de la chanson française de Deauville
- Le Gamin de Paris (Philips)
- Les millions d’Arlequin (Ricordi)
- J’ai acheté une petite auto (Président)
- Le Cha cha cha (Ricordi)